# 海亮
海亮（穆麟德轉寫：hailiyang，？—？），滿洲正黃旗人，清朝軍事將領。
海亮曾任頭等侍衛、直隸通州協副將，乾隆十二年（1747年）任正定鎮總兵。同年，改任山西太原總兵官。乾隆十三年（1748年），擢升為甘肅提督。乾隆十四年（1749年），改任直隸古北口提督。同年，降為直隸馬蘭口總兵。乾隆十五年（1750年），任正藍旗漢軍副都統。